# Call811.com Every Dig. Every Time. 200
Das Call811.com Every Dig. Every Time. 200 ist eines von zwei Autorennen der NASCAR Xfinity Series, die jährlich auf dem Phoenix International Raceway in Avondale, Arizona stattfinden. Es wurde erstmals im Jahre 2005 ausgetragen. Im Jahre 2006 kam es zu einem „Green-White-Checkered-Finish“.
Von 2002 bis 2004 trug das zweite Rennen der NASCAR Nationwide Series in Phoenix, welches im Herbst stattfindet, den Namen Bashas’ Supermarkets 200.

## Sieger
- 2011: Kyle Busch
- 2010: Kyle Busch
- 2009: Greg Biffle
- 2008: Kyle Busch
- 2007: Clint Bowyer
- 2006: Kevin Harvick
- 2005: Greg Biffle